# イソペンタン
イソペンタン（英: Isopentane）は、炭素数5の分岐鎖アルカンで、ペンタンの構造異性体にあたる。これはIUPAC許容慣用名であり、系統名では2-メチルブタン (2-methylbutane)となる。ペンタンの構造異性体は他にネオペンタンがある。

## 化学的性質
常温常圧では無色の液体だが、非常に揮発性が高く、また沸点が28°Cと室温に非常に近いため取り扱いに注意を要する。引火しやすく（引火点-51°C）、日本では消防法に定める第4類危険物の特殊引火物に該当する。

## 用途
沸点が常温から体温の範囲にあることから、遅効性の発泡剤として、たとえばシェービングフォームや発泡式冷却スプレーなどに利用されている。
2007年に発売されたライオン製「氷殺ジェット」は、イソペンタン噴霧による冷却効果を殺虫スプレーとして製品化したものだが、殺虫スプレーという特性から噴霧時間が長くなり、引火事故を引き起こして販売中止となった。
実験室では液体窒素やプロパンと混ぜて寒剤を構成するのに使われる。こうした寒剤は液体窒素を単独で用いるよりも熱伝導の点で優れている。